# 木村茜 (1988年生)
木村 茜（きむら あかね、1988年2月24日 - ）は、日本のモデル、アイドル。東京都出身。

## 略歴
雑誌『ピチレモン』の専属モデルから、映画『劇場版 仮面ライダーアギト PROJECT G4』でデビュー。
現在、事実上の引退状態。

## 出演作品

### 映画
- 劇場版 仮面ライダーアギト PROJECT G4（加原紗綾香役、2001年）
- ENCLOSURE（2003年）
- Bird's Eyeバーズ・アイ（2003年）[1]
- 渋谷怪談2（2003年） - 栞 役

### テレビドラマ
- こちら本池上署

### オリジナルビデオ
- 虚構の闇を追え!（情報セキュリティ対策ビデオ、財団法人警察協会作成）

### Web Movie
- 屋根のある空 全5話（2003年、グロンサンWebMovie）

### 雑誌
- ピチレモン（学研プラス） - 専属モデル